# Insigne de casquette

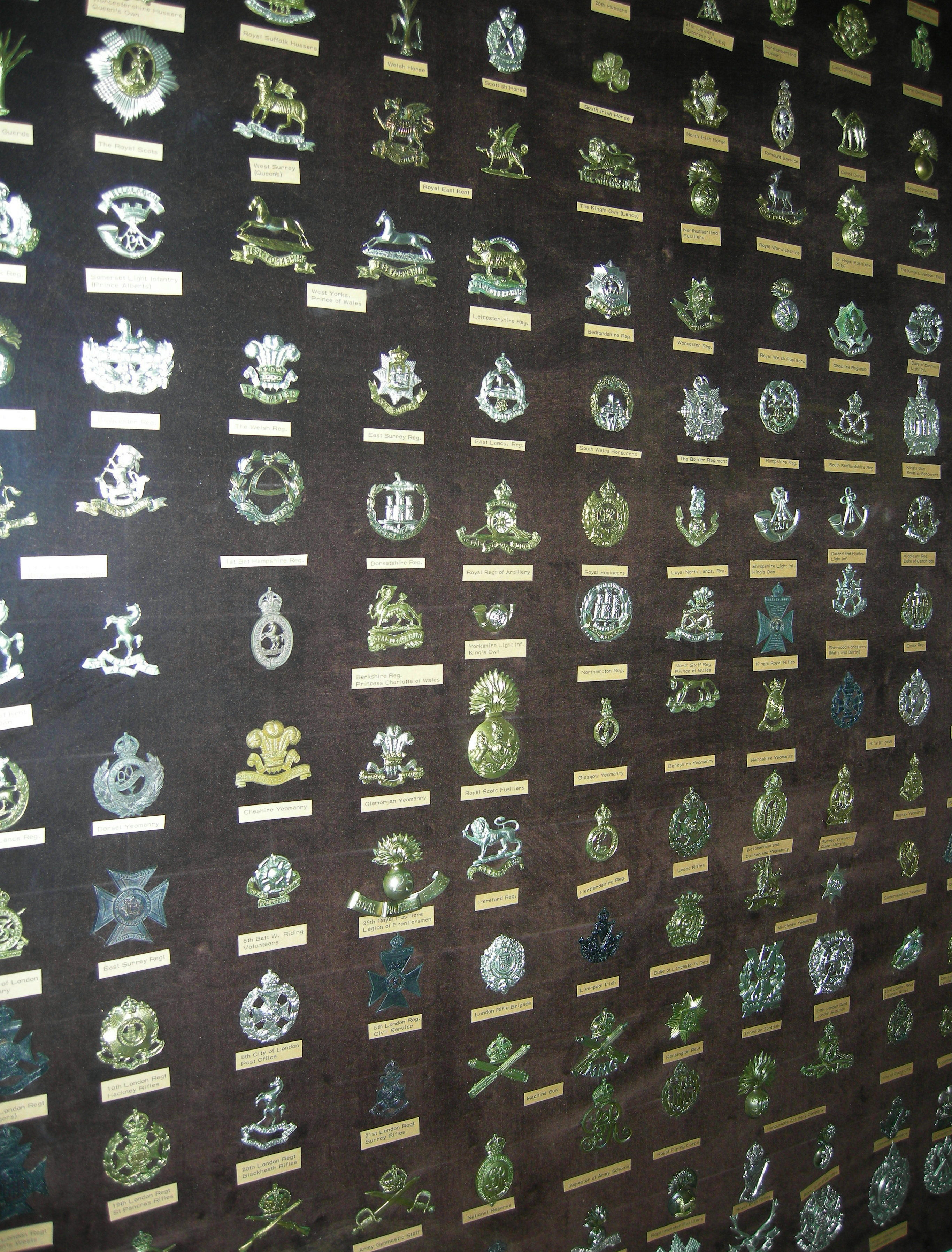
Insignes de casquette au Cliffe Castle Museum, Keighley. Afficher à la résolution maximale pour lire les étiquettes.

Un insigne de casquette, également appelé insigne de tête ou insigne de chapeau, est un insigne porté sur un couvre-chef d'uniforme et distingue la nationalité et / ou l'organisation du porteur. Le port d'insignes de casquette est une convention que l'on trouve couramment parmi les forces militaires et policières, ainsi que parmi les groupes civils en uniforme tels que les scouts, les organisations de défense civile, les services d'ambulance (par exemple, la brigade de l'Ambulance Saint-Jean), les services des douanes, les services d'incendie, etc..
Les insignes de casquette sont une forme moderne d'héraldique et leur conception intègre généralement des dispositifs hautement symboliques. Certains badges contenant des images de Lions ou d'autres chats sont parfois appelés de manière informelle Badges de chat.

## Exemples dans les pays militaires

### Forces armées britanniques
Les forces armées britanniques utilisent une variété d'insignes de casquette en métal et en tissu sur leurs coiffes, généralement sur des casquettes et des bérets. Ils sont également portés sur les turbans sikhs.

#### Armée britannique
Dans l'armée britannique (ainsi que dans les armées du Commonwealth), chaque régiment et corps a son propre insigne de casquette. L'insigne de casquette des Queen's Royal Lancers est appelé une devise par les membres du régiment, celui de la Royal Horse Artillery est connu sous le nom de chiffrement et celui des Coldstream Guards, Scots Guards et Irish Guards est connu sous le nom de Capstar. Celui des Grenadier Guards est connu sous le nom de The Grenade Fired Proper.
Le concept d'insignes régimentaires semble provenir de l'armée britannique. L'édition de 1911 de l'Encyclopædia Britannica note que bien que les insignes de branche pour l'infanterie, la cavalerie, etc. étaient communs aux autres armées de l'époque, seule l'armée britannique portait des dispositifs régimentaires distinctifs.

##### Variations de l'insigne de la casquette
Les insignes de casquette en plastique ont été introduits pendant la Seconde Guerre mondiale, lorsque les métaux sont devenus des matériaux stratégiques. De nos jours, de nombreux insignes de casquette dans l'armée britannique sont fabriqués dans un matériau appelé « stay-brite » ( aluminium anodisé, l'anodisation est un processus de galvanoplastie résultant en un insigne léger et brillant), il est utilisé car il est bon marché, flexible et ne nécessite pas autant d'entretien que les badges en laiton.
Les insignes de casquette régimentaire sont généralement coulés en une seule pièce, mais dans un certain nombre de cas, ils peuvent être coulés en différentes pièces. Par exemple, l'insigne du groupe fusionné les Highlanders (Seaforth, Gordons et Camerons) a été coulé en deux pièces distinctes : la couronne de la reine et le chardon formant une seule pièce, et la tête de cerf et le rouleau avec la devise régimentaire formant une deuxième pièce.
Le Corps Royal des Transmissions a également un badge en deux parties. Le haut étant une couronne en laiton et le bas composé d'un corps volant en argent de Mercure (le messager ailé des dieux - « Jimmy ») au-dessus d'un monde en laiton et de la devise « Certa Cito » (« Rapide et Sûr »).
Un régiment ou un bataillon peut conserver des variantes du même insigne de casquette pour différents grades. Ces variations concernent généralement le matériau, la taille et la stylisation des badges. Des variations dans les insignes de casquette sont normalement faites pour :
- Les Officiers : généralement de conception tridimensionnelle avec des matériaux plus coûteux tels que l'argent, l'émail et la dorure. La plupart des insignes de béret des officiers sont brodés plutôt qu'en métal ou « stay-brite ».
- Les Sous-officiers supérieurs tels que les sergents, les Colour sergeant (en) et les adjudants : un design plus élaboré par rapport à ceux portés par d'autres grades mais généralement pas aussi élaborés que ceux portés par les officiers.

Il existe des exceptions telles que les gardes galloises, où tous les grades portent un insigne de casquette en tissu. Les officiers portent une version plus élaborée que celle des soldats, fabriqués à partir de fil d'or et ont un design plus tridimensionnel. La seule exception à cette règle concerne les recrues en formation qui doivent porter l'insigne en laiton (ou plus souvent « stay-brite »), souvent appelé « fourchette NAAFI », jusqu'à ce qu'elles aient terminé leur formation et atteint leur bataillon, moment où elles recevront leur insigne en tissu[réf. nécessaire]. Tous les grades du Special Air Service portent un insigne brodé et tous les grades des Rifles et du Royal Regiment of Fusiliers portent le même insigne en métal.
Certains régiments conservent une version noircie ou atténuée de leurs insignes de casquette, car les insignes de casquette en laiton brillant peuvent attirer l'attention de l'ennemi sur le champ de bataille. Cependant, depuis que la pratique des soldats britanniques opérant sur le théâtre avec une coiffure régimentaire (c'est-à-dire une casquette à visière, un béret) a pratiquement disparu, le port de ceux-ci est devenu beaucoup moins courant ces dernières années.

##### Conventions de port
L'insigne de casquette est positionné différemment selon la forme de la coiffe :
- Casque de service à domicile ou casque Wolseley : au-dessus du centre entre les sourcils du porteur.
- Bonnet de tenue de service : au-dessus du point central entre les sourcils du porteur
- Béret : au-dessus de l'œil gauche [2]
- Capuchon latéral : Entre l'œil gauche et l'oreille gauche
- Tam o'shanter écossais : Entre l'œil gauche et l'oreille gauche
- Glengarry écossais : Entre l'œil gauche et l'oreille gauche
- Bonnet en plumes : Légèrement décalé de l'oreille gauche vers l'œil gauche
- Bonnet Fusilier ou Busby : Légèrement décalé de l'oreille gauche vers l'œil gauche
- Chapeau de la jungle (tel que porté par la Brigade des Gurkhas en robe numéro 2) : Centré devant ou entre l'œil gauche et l'oreille gauche.

Les soldats du Gloucestershire Regiment et par la suite du Royal Gloucestershire, Berkshire and Wiltshire Regiment portaient un insigne de casquette à l'avant et à l'arrière de leur coiffe, une tradition maintenue par les soldats de The Rifles lorsqu'ils étaient en tenue de service. L'insigne arrière est unique dans l'armée britannique et a été décerné au 28th Regiment of Foot pour ses actions lors de la bataille d'Alexandrie en 1801.
Des éléments supplémentaires qui reflètent les réalisations historiques d'un régiment, tels que le tissu de support et les hackles, peuvent être portés derrière l'insigne de casquette. Dans les régiments écossais, par exemple, il est de tradition pour les soldats de porter leur insigne de casquette sur un petit morceau carré de leurs tartans régimentaires. Les élèves-officiers peuvent porter un petit support blanc derrière leurs insignes. Les membres d'armes telles que le corps de l'adjudant général et les ingénieurs électriques et mécaniques royaux servant en attachement à d'autres unités portent souvent le béret ou la coiffe de ce régiment, mais avec leur propre insigne de casquette de corps.
Pendant une période précédant le Jour du Souvenir, de nombreuses personnes au Royaume-Uni et au Canada portent des coquelicots artificiels pour commémorer ceux qui ont été tués à la guerre. Sur les calottes fourragères, les pétales en papier sont placés sous le bouton de la mentonnière gauche.

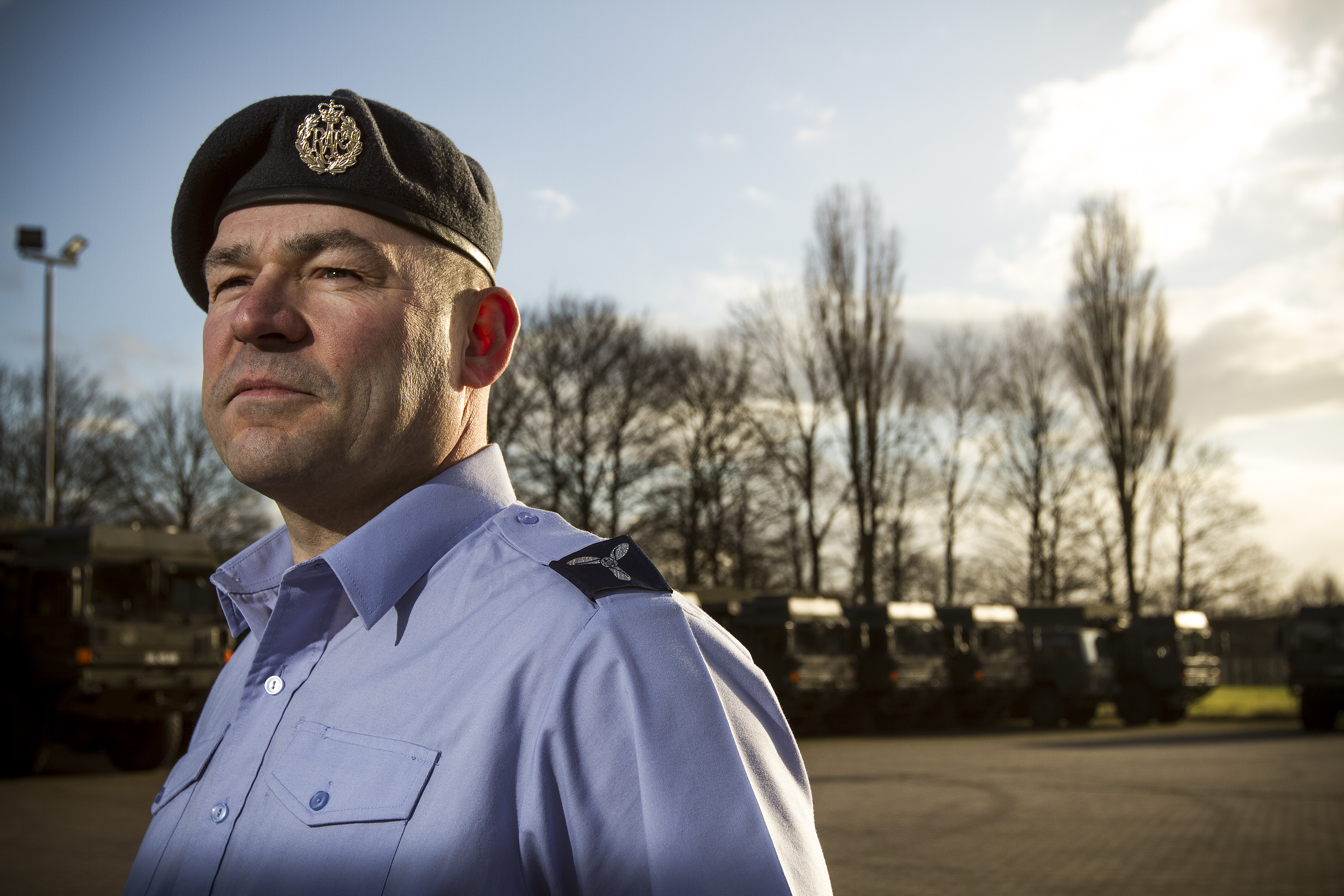
Insigne de casquette des autres grades de la RAF, porté sur un béret. Cette conception est également portée par les cadets de la section de la Royal Air Force de la Combined Cadet Force.

#### Royal Air Force
Les insignes de casquette de la Royal Air Force diffèrent dans leur conception entre ceux des officiers et des autres grades. En plus des casquettes et des bérets, ils sont également portés sur des calottes.

#### Royal Marines
Dans les Royal Marines, les insignes de casquette sont portés sur les casquettes pointues et les bérets. Ceux des officiers inférieurs au grade de colonel sont divisés en deux, la couronne et le lion au sommet, mais séparés du globe et des lauriers. Ceux des autres rangs sont de même conception mais pas séparés en deux. Des exemples en laiton noirci ou atténué ainsi que brillants des deux variantes, ceux des officiers et des autres grades, sont conservés pour être utilisés sur les bérets.
Le lion et la couronne désignent un régiment royal, conféré par le roi George III en 1802. Le globe a été choisi par le roi George IV pour refléter leurs succès à travers le monde. Les lauriers honorent leur bravoure lors de la Prise de Belle Île en 1761.
Dans le Royal Marines Band Service, le groupe de Portsmouth et le groupe CTCRM ont des insignes de casquette différents du reste du Corps,. Le SBS a également son propre insigne de casquette.

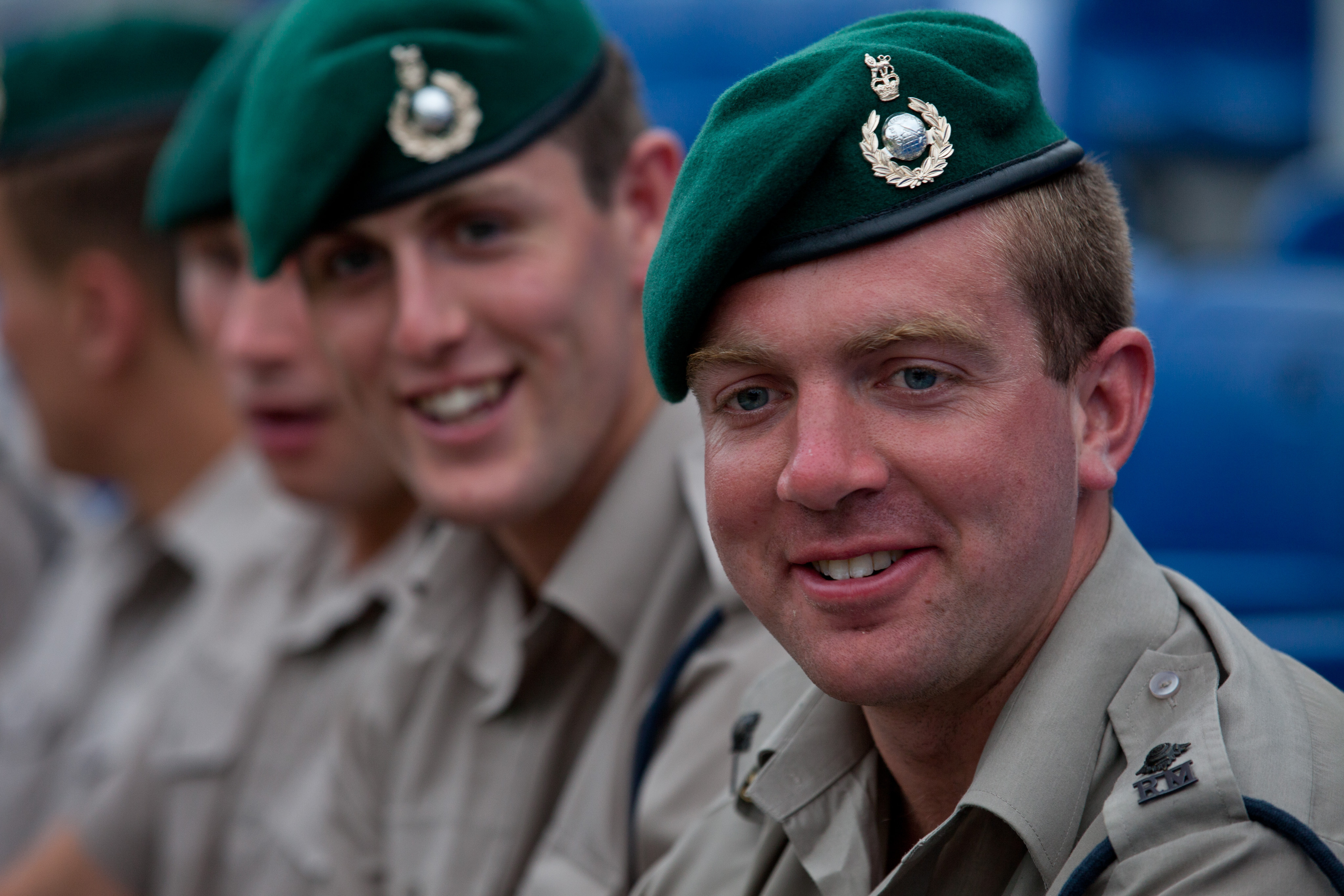
Exemple brillant d'insigne de casquette d'officiers.
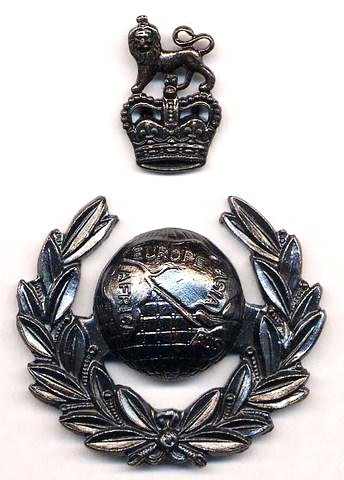
Exemple discret d'insigne de casquette d'officiers.
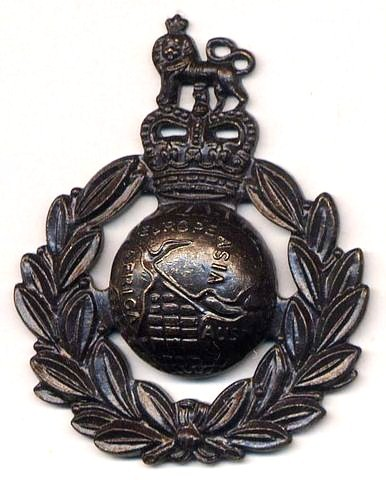
Exemple discret d'insigne de casquette d'autres grades.
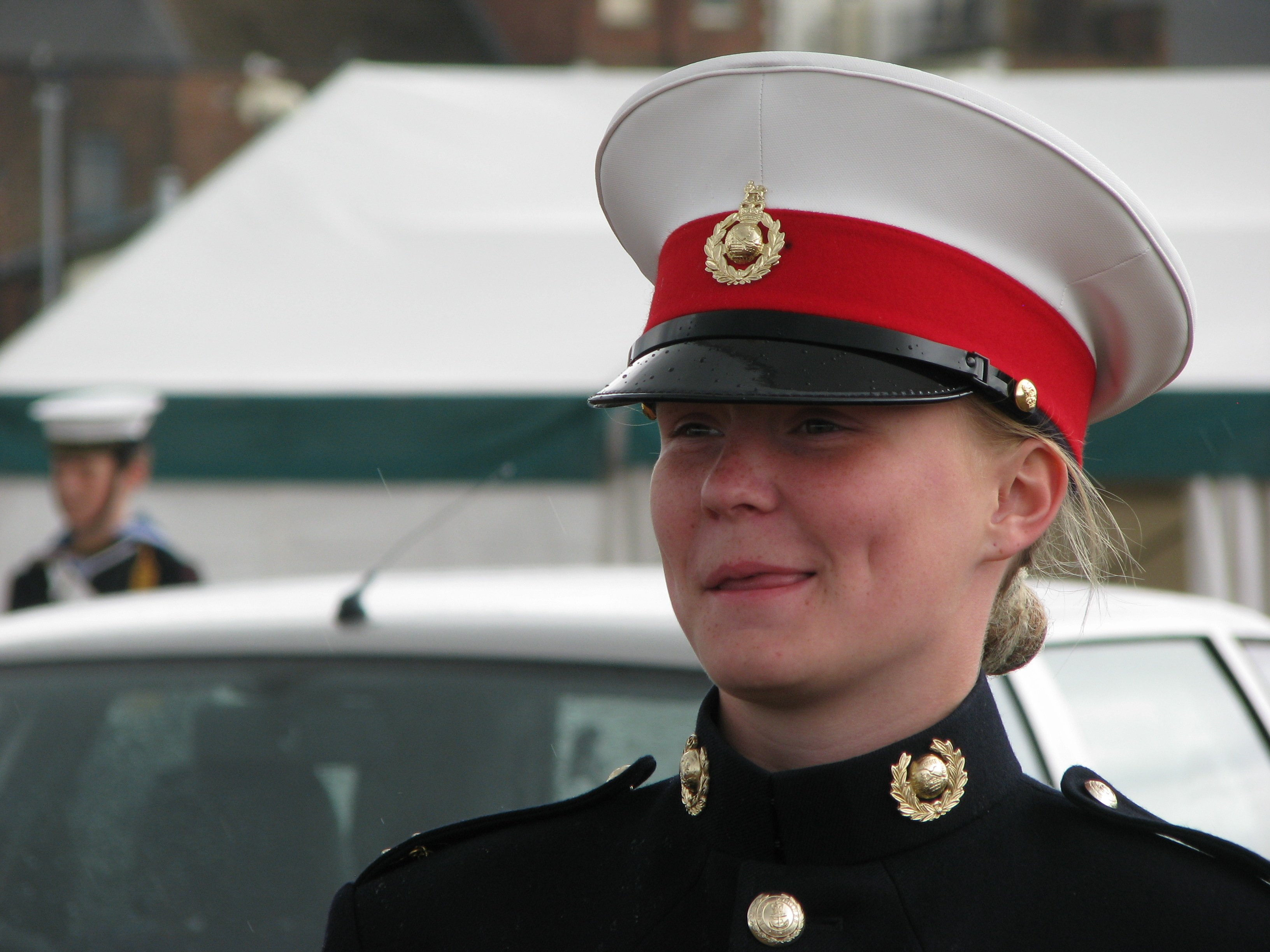
Exemple brillant d'insigne de casquette d'autres grades. Cet exemple est également porté par les Royal Marines Cadets.

#### Royal Navy

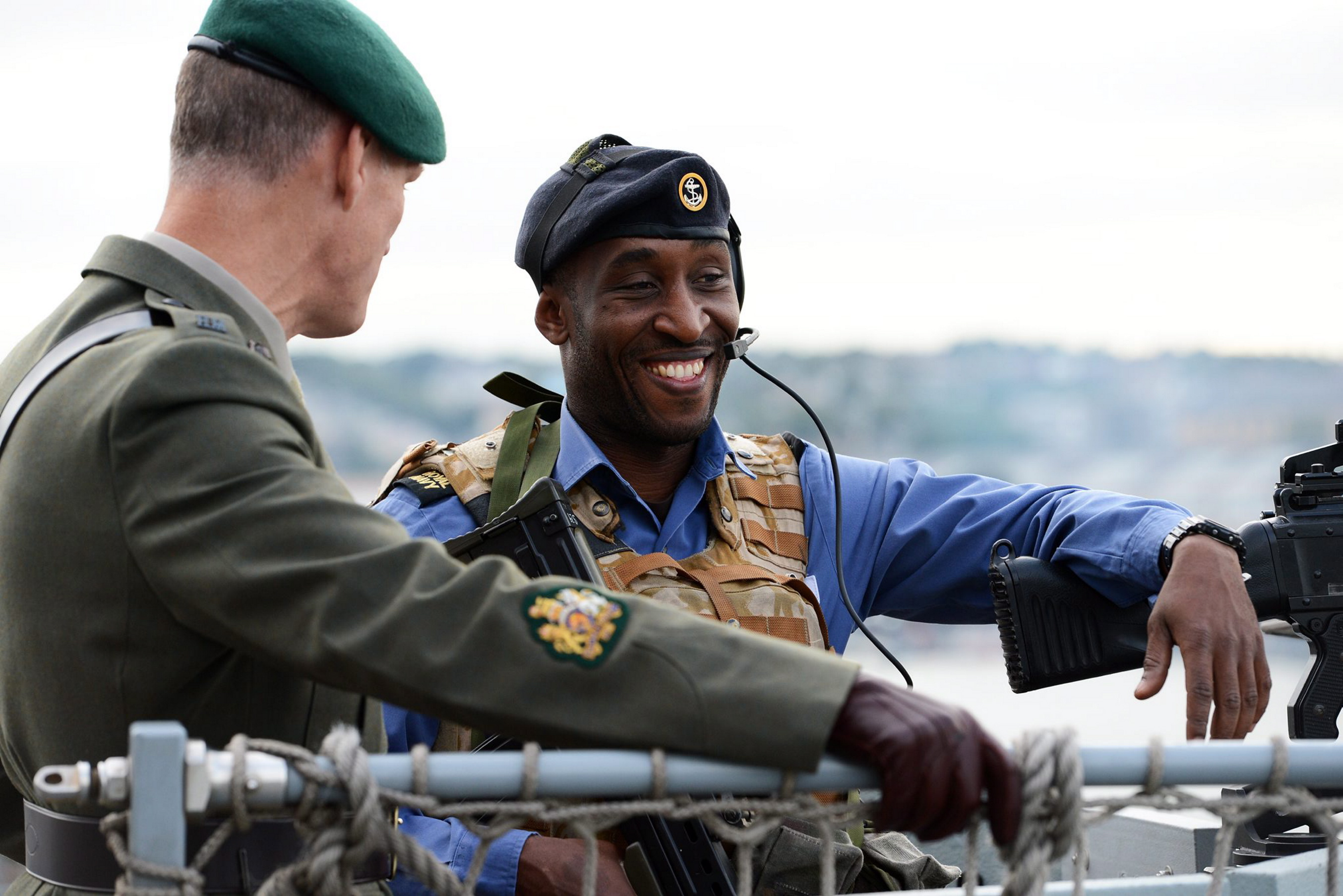
Insigne de casquette d'un classement junior, porté sur un béret.

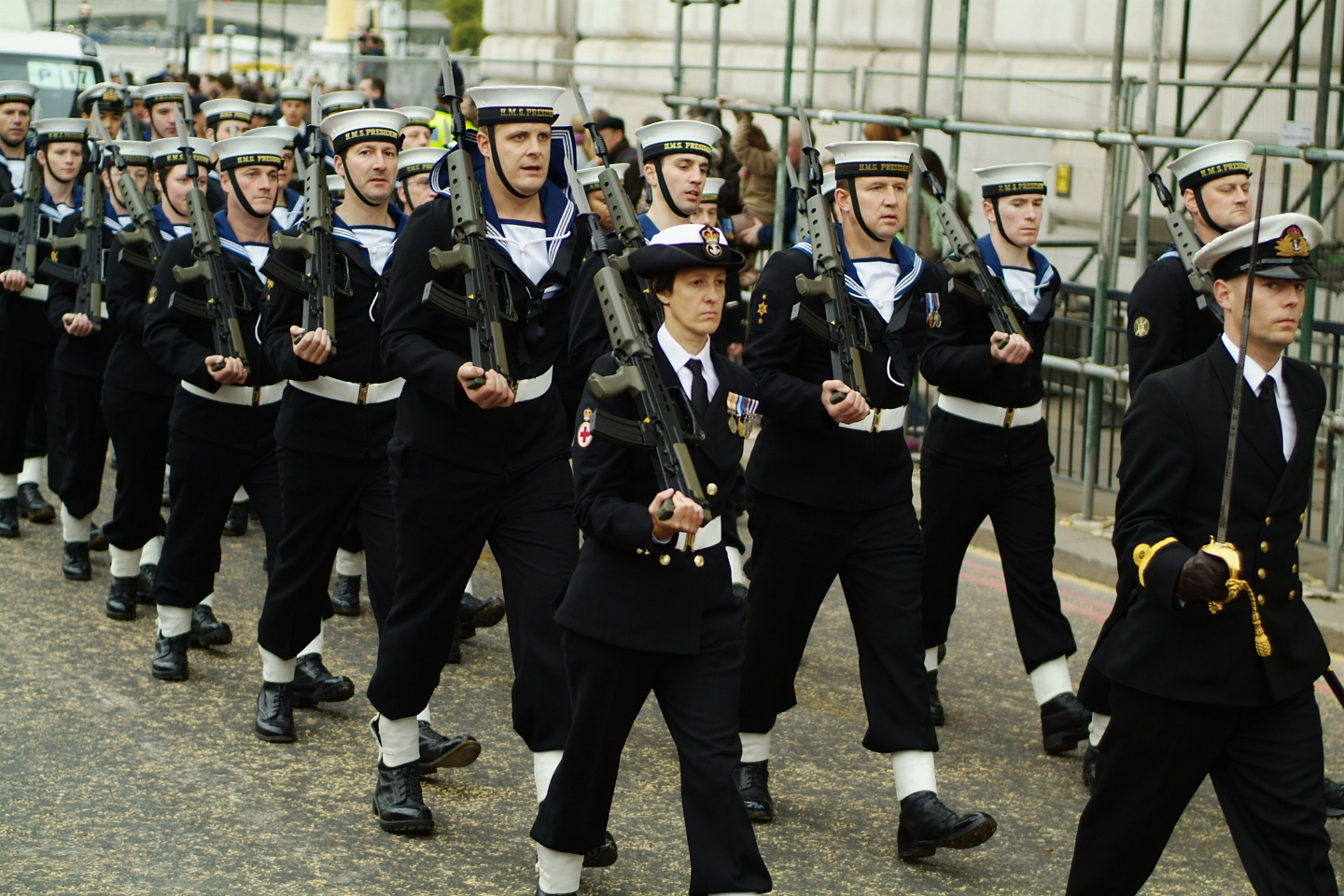
Insigne d'un officier marinier sur un chapeau de personnel féminin RN, à gauche, avec un insigne d'officier commissionné sur une casquette à visière, à droite.

Les insignes de casquette dans la Royal Navy diffèrent entre les rangs mais ont quelques caractéristiques communes: les classes juniors ( Capable de Seaman à Matelot de première classe ) ne portent pas insignes de casquette, initialement la casquette de marin sans pic. Lorsqu'ils portent un béret, les classes juniors porteront une ancre encrassée dans un anneau en or comme insigne de béret.
Les sous-officiers portent une ancre encrassée d'argent dans un cercle doré, avec la couronne de Saint-Édouard au-dessus de l'anneau comme insigne de casquette. Celui des premiers maîtres est le même, mais avec une petite couronne de laurier autour de l'anneau d'or. Celui des sous-officiers (classe I et classe II) a une couronne plus grande autour de l'ancre, mais omet l'anneau.
La couronne de laurier qui entoure celle des officiers commissionnés est encore plus grande.

### Forces armées canadiennes

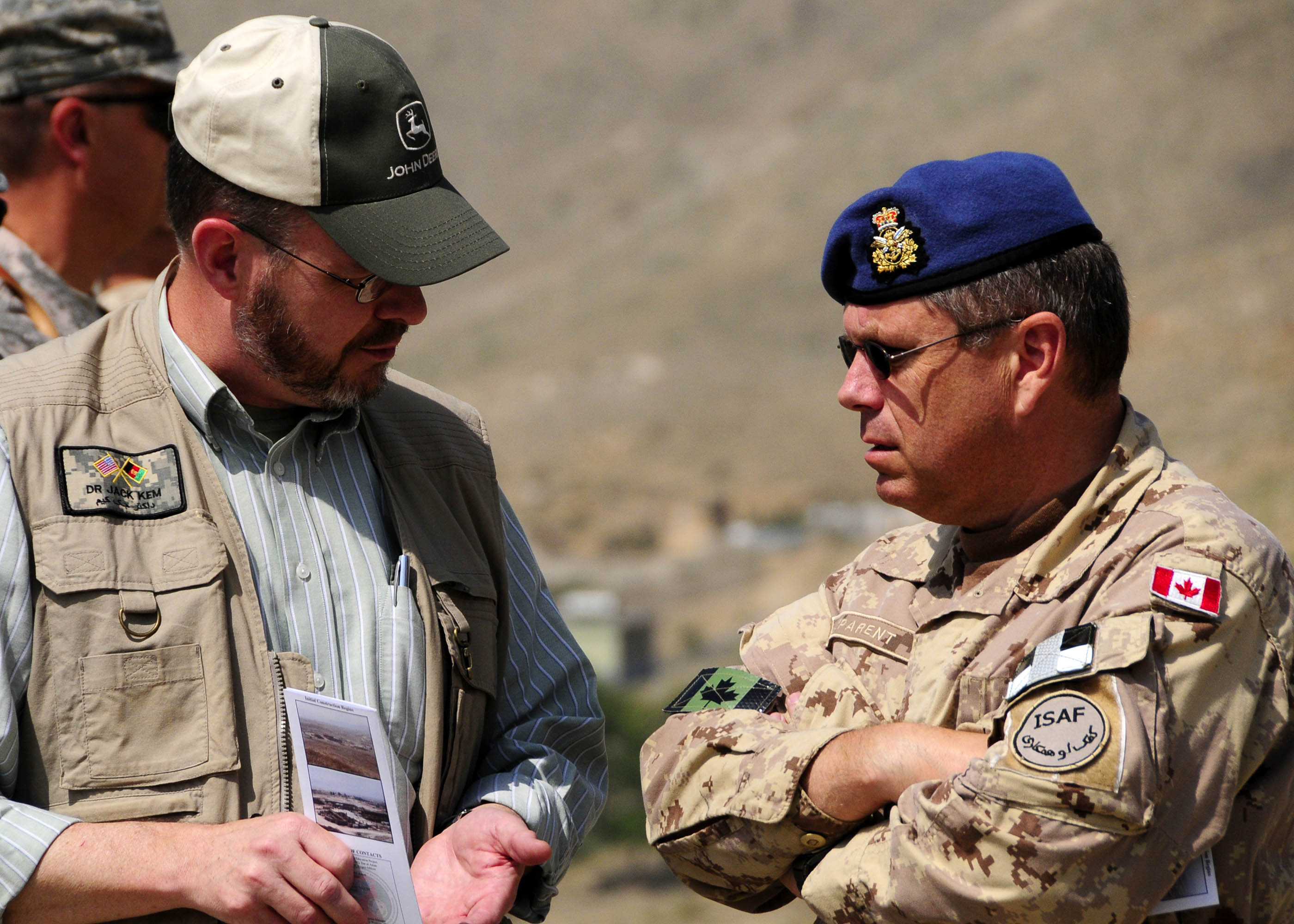
Insigne de casquette d'un officier général de l'ARC, sur un béret.

Les Forces armées canadiennes utilisent une variété d'insignes de casquette en métal et en tissu sur leur coiffe, et beaucoup suivent les traditions britanniques pour les ajouts tels que le tissu derrière, les insignes en métal noirci pour les régiments de fusiliers, etc. Des insignes de casquette distincts identifient la branche du personnel des membres du service ou, dans le cas de l'infanterie et des soldats blindés, l'affiliation régimentaire. Certaines unités différencient davantage les MR des officiers par le matériau de l'insigne de casquette (par exemple: les officiers d'artillerie portent un tissu brodé au fil d'or au lieu de laiton, les officiers du Lord Strathcona's Horse portent de l'argent plutôt que du laiton).

### États-Unis

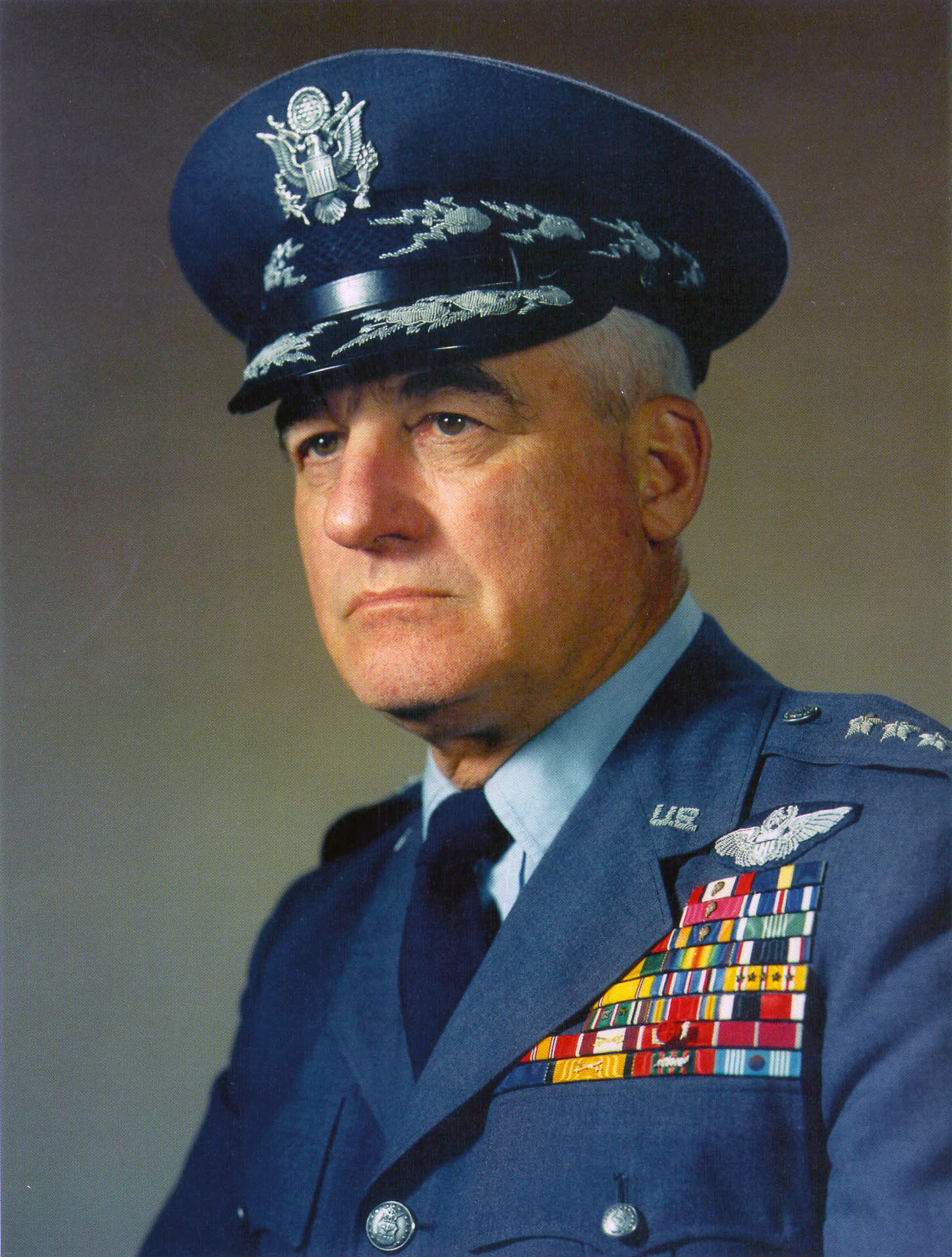
Le général Nathan Farragut Twining, ancien président de l'état-major interarmées (1957 – 1960), portant un insigne d'officier.

#### L'US Army
Dans l'armée des États-Unis, un insigne distinctif d'unité (DUI) est porté sur l'éclair d'un béret. Pour les coiffes de service, un aigle doré est porté. C'est le grand sceau des États-Unis. À la fin du XIXe siècle, cet emblème sur cercle bleu était répertorié comme l'équivalent de la cocarde qui figurait sur les couvre-chefs de nombreuses armées européennes.
Pour les officiers, un grand aigle est porté. Pour les hommes enrôlés, une petite version de l'insigne d'officier centrée sur un disque est portée sur le devant. Les adjudants portent un aigle d'or centré sur la casquette. Pour les casquettes de garnison, l'insigne de grade est généralement porté, mais les réglementations récentes exigent le port du DUI.

#### L'US Air Force
Pour les casquettes de service de l'US Air Force, un grand aigle argenté est porté sur les casquettes de service. Pour les hommes enrôlés, une version plus petite de l'insigne de l'officier est portée, mais enfermée dans un anneau. L'utilisation du même appareil est due au fait que l'US Air Force faisait autrefois partie de l'armée américaine.

#### US Navy et garde-côtes

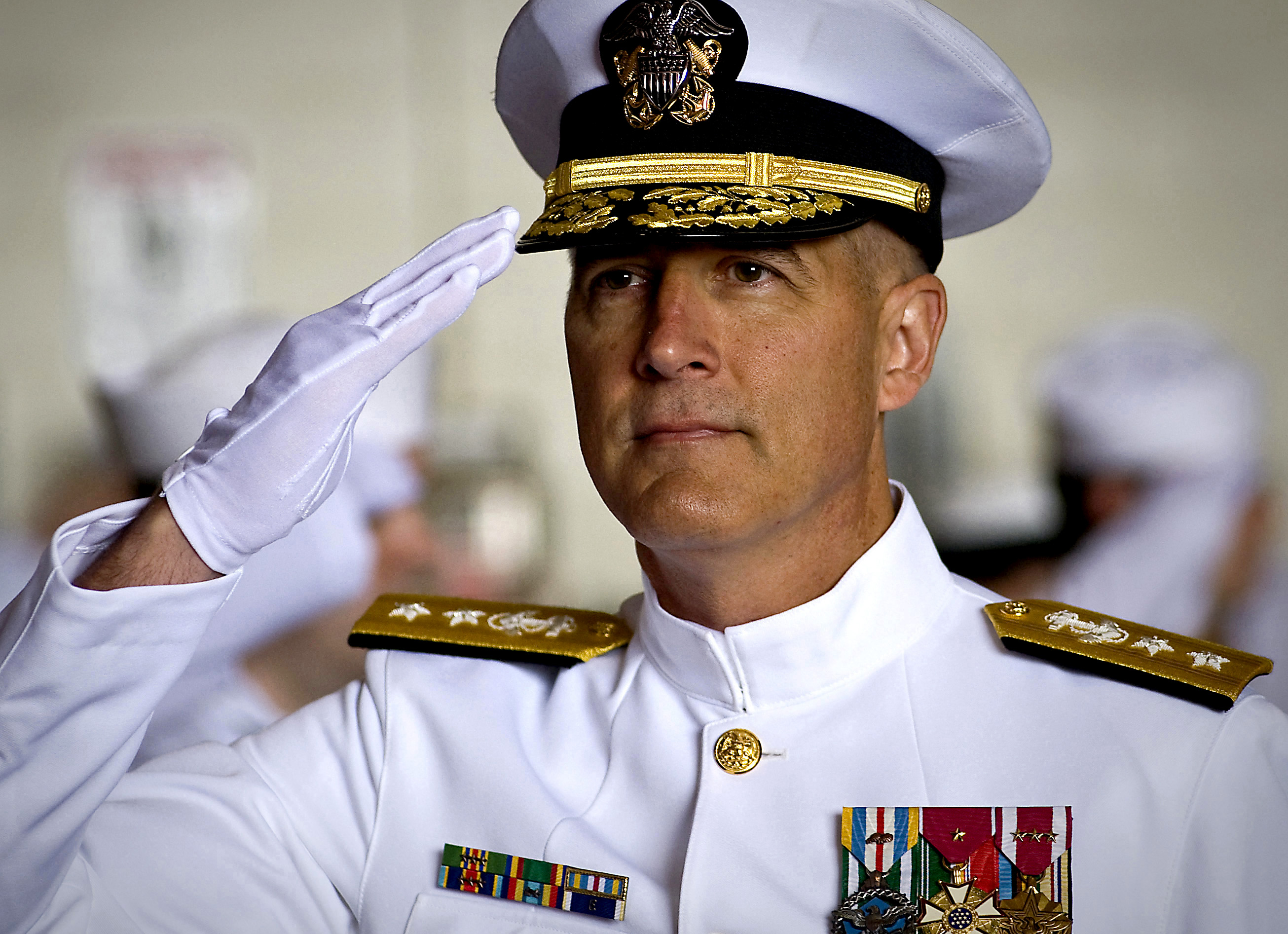
Un amiral de l'US Navy en 2010

Les principales exceptions au modèle de la Royal Navy sont la marine des États-Unis et la garde côtière des États-Unis, qui suivaient autrefois ce modèle, mais ont changé après la guerre civile pour adopter leurs conceptions actuelles. La Marine a croisé des ancres derrière l'aigle et le bouclier pour les officiers commissionnés, tandis que la Garde côtière utilise une seule grande ancre tenue dans les griffes de l'aigle sur les casquettes de ses officiers commissionnés. Les premiers maîtres et supérieurs de la marine et de la garde côtière ont une version plus grande de leur insigne de col comme insigne de casquette pour la couverture combinée et une version miniature portée sur la casquette de garnison; Les maîtres de première classe et inférieurs des deux services portent un insigne de grade pleine grandeur sur le bonnet de garnison. Les gardes-côtes enrôlés juniors portent un insigne de casquette combiné comportant un disque d'or devant deux ancres croisées en argent, tandis que les marins enrôlés juniors ne portent pas la casquette combinée. Les aspirants de l'US Naval Academy et du NROTC portent une seule ancre encrassée verticale sur les casquettes combinées et de garnison, tandis que les cadets de l'US Coast Guard Academy portent une seule ancre encrassée surmontée d'une étoile à cinq branches, avec une pointe vers le bas.

#### Corps des Marines des États-Unis
| - Robe d'Officier - Robe de soldat |

Les Marines des États-Unis portent l'aigle, le globe et l'ancre comme dispositif de casquette : doré et argenté pour les officiers et or pour les enrôlés sur les uniformes bleus, et discret pour tous les grades sur les uniformes de service et utilitaires. Option marine Les aspirants de l'Académie navale portent le même dispositif de casquette que les autres aspirants, tandis que les aspirants du NROTC portent la tenue enrôlée Eagle, Globe et Anchor sur tous leurs uniformes.

## Marines
Les insignes de casquette utilisés par les marines (et les marins marchands) du monde entier ont tendance à suivre le modèle utilisé par la Royal Navy : une ancre, ou parfois une cocarde, entourée d'une broderie en forme de feuille d'or, et souvent surmontée d'une couronne ou d'un autre symbole. Ils peuvent être portés sur des casquettes à visière ou des bérets. Pour les sous-officiers, les feuilles peuvent être absentes ou remplacées par un anneau de câble doré.

## Police
La Gendarmerie royale du Canada, ainsi que les forces de police provinciales et municipales, utilisent des casquettes de fourrage et des insignes de casquette en métal.

### Royaume-Uni
Là où la majorité des forces de police britanniques ont des insignes de casquette argentés, ceux de la police de la ville de Londres sont en laiton.
Différents modèles d'insignes sont également portés sur le couvre-chef des agents de soutien communautaire de la police.

## Organisations civiles
Les insignes de casquette sont portés par diverses autres organisations :
Au Royaume-Uni, les cadets des Community Cadet Forces, Combined Cadet Force et Volunteer Cadet Corps portent généralement des insignes de casquette des forces armées auxquelles ils sont affiliés. Les cadets de l'Air Training Corps portent un insigne au design unique.